# Corpo de Bombeiros Militar de Santa Catarina
O Corpo de Bombeiros Militar do Estado de Santa Catarina (CBMSC) é uma Corporação cuja missão primordial consiste na execução de atividades de defesa civil, prevenção e combate a incêndios, buscas, salvamentos e socorros públicos no âmbito do estado de Santa Catarina.
Para fins de organização é uma força auxiliar e reserva do Exército Brasileiro, fazendo parte do Sistema Nacional de Segurança Pública e Defesa Social, estando subordinado ao Governo do Estado de Santa Catarina, através da Secretaria Estadual de Segurança Pública e Defesa do Cidadão (SESPDC).
Seus integrantes são denominados militares estaduais (artigo 42 da CRFB), assim como os membros da Polícia Militar do Estado de Santa Catarina.
O patrono da Corporação de Santa Catarina é o Imperador Dom Pedro II do Brasil.

## Histórico
Em 16 de setembro de 1919, foi sancionada pelo então Governador do Estado de Santa Catarina, Doutor Hercílio Luz, a Lei Estadual nº 1.288, que criava a Seção de Bombeiros, constituída de integrantes da então Força Pública.
Somente em 26 de setembro de 1926 foi inaugurada a Seção de Bombeiros da Força Pública, com a presença do Presidente do Estado, Secretário do Interior e Justiça, Presidente do Congresso Representativo e do Superior Tribunal de Justiça, Chefe de Polícia e outras autoridades, além de muitas pessoas do povo.
- A nova Seção, instalada provisoriamente nos fundos do prédio onde funcionava a Inspetoria de Saneamento, à Rua Tenente Silveira, em Florianópolis, tinha como Comandante o 2º Tenente PM Waldomiro Ferraz de Jesus, e era constituída pelas seguintes Praças: 1º Sargento PM Júlio João de Melo, 2º Sargento PM João Luciano Nunes, 3º Sargento PM Audério Silvério dos Santos, Cabos-de-esquadra Francisco Pereira de Alcântara, Elyseu Brasil, Bento Quirino Cavalheiro, e os Soldados PM Antônio Maestri, Geraldo Paumert, João Joaquim dos Santos, Ricardo Pereira de Castilhos, José Ismael Vieira, Manoel Gonçalves de Mello, José Almeida de Oliveira, Antônio dos Santos Carvalho, Domingos Pereira de Castilhos, Martinho Diogo Mafra, Hygino Godinho de Oliveira, Secundino da Costa Lemos, Antenor Quadros, José Pereira de Arcanjo, Adolfo Xavier de Freitas, Francisco Adriano Rodrigues, Constantino Idalino de Arcanjo, José Amaro Luiz, Nelson Gomes dos Santos, e os Soldados corneteiros João Luiz da Rosa e Silva e João Onofre da Cunha.

Era instrutor o 2º Tenente Domingos Maisonette, do Corpo de Bombeiros do então Distrito Federal, auxiliado pelo 2º Sargento da mesma Corporação Antônio Rodrigues de Farias.
A Seção de Bombeiros atendeu o seu primeiro chamado no dia 02 de outubro, quando extinguiu, com emprego da bomba manual, um princípio de incêndio que se originara no excesso de fuligem da chaminé da casa do Sr. Achilles Santos, à Rua Tenente Silveira, nº 6.
A primeira descentralização da Corporação, ocorreu em 13 de agosto de 1958, com a instalação de uma Organização Bombeiro Militar no município de Blumenau.
A Lei Estadual nº 6.217, de 10 de fevereiro de 1983, criou a Organização Básica da Polícia Militar e do Corpo de Bombeiros Militar, por ser orgânico daquela Corporação e em 13 de junho de 2003, a Emenda Constitucional nº 033, concedeu ao Corpo de Bombeiros Militar de Santa Catarina (CBMSC) o status de Organização independente, formando junto com a Polícia Militar o grupo de Militares Estaduais.

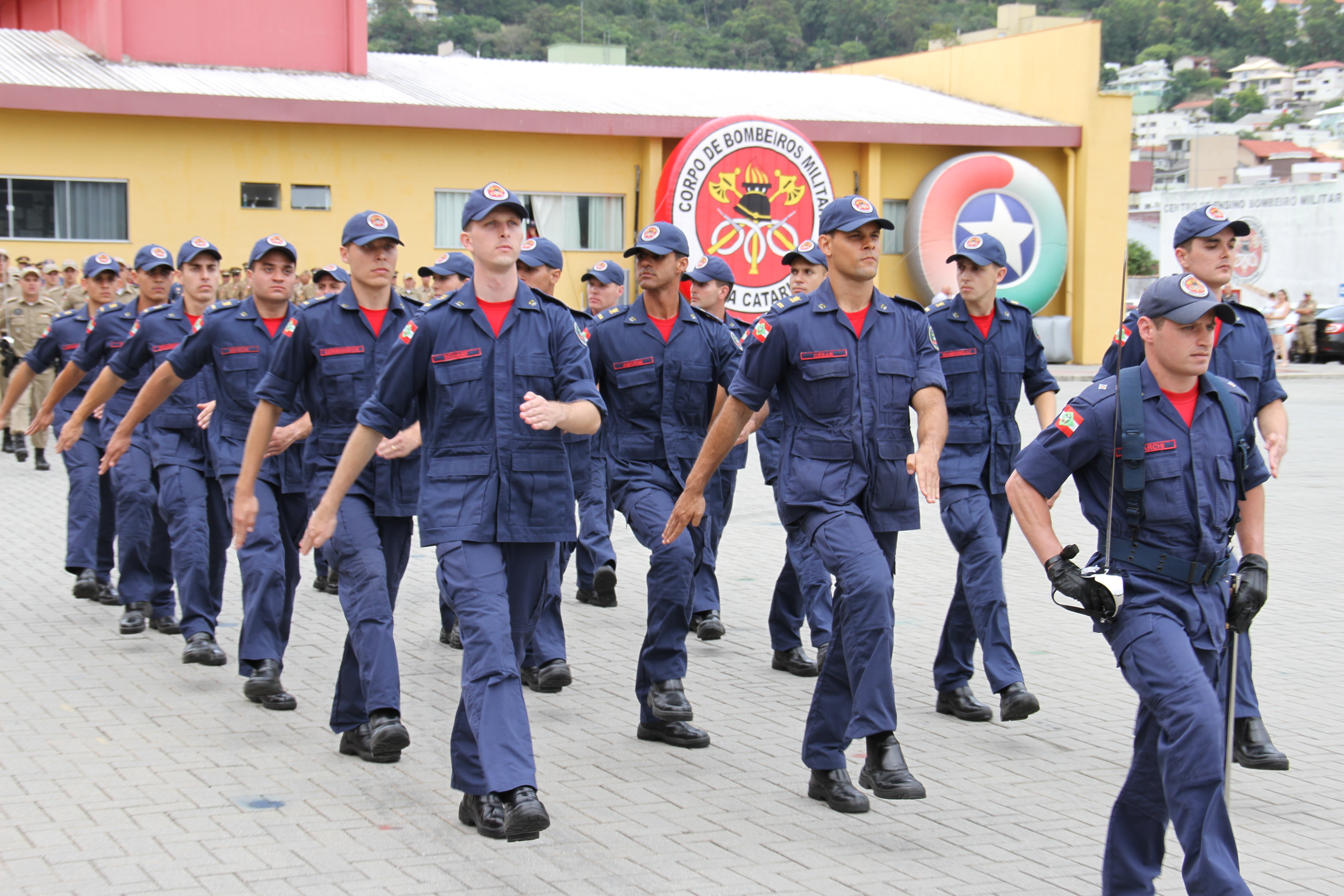
Bombeiros Militares estaduais do Corpo de Bombeiros Militar de Santa Catarina

Em 29 de setembro de 2004, o Decreto Estadual nº 2.497 aprovou o Regulamento de Uniformes do CBMSC e o Decreto Estadual nº 2.499 instituiu a Carteira de Identidade funcional dos bombeiros militares.
Em 27 de dezembro daquele ano, a Lei Estadual nº 13.240 criou o Fundo de Melhoria do Corpo de Bombeiros Militar - FUMCBM e a Lei Estadual nº 13.385, de 22 de junho de 2005, criou as condecorações e títulos Honoríficos do CBMSC.
Em 2012, a Lei Complementar nº 582/12 fixou o efetivo do CBMSC em 3.815 (três mil, oitocentos e quinze) bombeiros militares.
Já a Lei de Organização Básica foi aprovada somente em 2018, por meio da Lei nº 724, de 18 de julho daquele ano.
Presente em 136 municípios (atualizado em março de 2019), o Corpo de Bombeiros Militar de Santa Catarina é atualmente comando pelo Coronel BM Charles Alexandre Vieira, Comandante-Geral da Corporação desde 13 de junho de 2019.

## Viaturas
- AAT - Auto Atividade Técnica
- ABRPP - Auto Bomba Resgate de Produtos Perigosos
- ABRQ - Auto Bomba Resgate Químico
- ABS - Auto Bomba Salvamento
- ABT - Auto Bomba Tanque
- ABTR - Auto Bomba Tanque Resgate
- ACA - Auto Comando de Área
- ACR - Auto Comando Resgate
- ACT - Auto Cavalo Trator
- AEM - Auto Escada Mecânica
- AM - Auto Moto
- AMO - Auto Moto Operacional
- AO - Auto Ônibus
- APA - Auto Plataforma Aérea
- APC - Auto Posto de Comando
- AQ - Auto Químico
- AQE - Auto Quadriciclo
- AR - Auto Resgate
- ARCANJO - Aernonaves (aviões e helicópteros)
- ASP - Auto Salvamento de Praias
- ASU - Auto Socorro de Urgência
- AT - Auto Tanque
- ATC - Auto Transporte de Combustível
- ATM - Auto Transporte de Materiais
- ATP - Auto Transporte de Pessoal
- RQ - Reboque
- VSI - Viatura Sem Identificação

## Bombeiro Comunitário

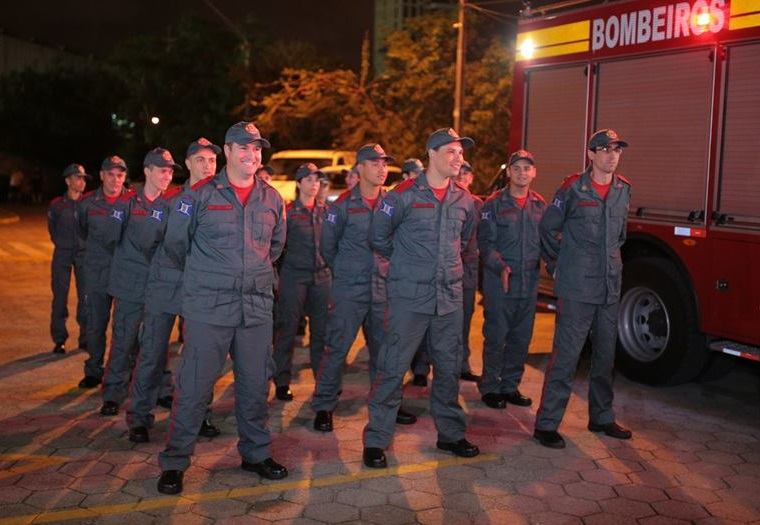
Bombeiros Comunitários estaduais do Corpo de Bombeiros Militar de Santa Catarina

Com um modelo inovador em todo o país, o CBMSC implementou em 1996 o programa bombeiro comunitário, possibilitando a pessoas da comunidade exercerem serviço voluntário à instituição na qualidade de "Bombeiro Comunitário". Os interessados precisam cumprir uma capacitação mínima: o Curso Básico de Atendimento a Emergências (CBAE) e o Curso de Formação de Bombeiros Comunitários (CFBC). Após a conclusão de ambos os cursos com aproveitamento, além da obtenção de parecer favorável pela Coordenação do Serviço Comunitário do quartel onde o curso foi realizado, o participante será declarado "Bombeiro Comunitário", quando poderá atuar como voluntário nas viaturas da Corporação, com base na Lei 9.608/98 (Lei Federal do Voluntariado) e na Lei Complementar nº 17.202/17, auxiliando o efetivo militar. Durante o exercício do serviço voluntário, o Bombeiro Comunitário utiliza uniforme específico, predominantemente na cor verde e detalhes em vermelho, o distinguindo dos demais agentes de segurança pública.
O Bombeiro Comunitário ativo poderá atuar também como brigadista particular em todo o estado de Santa Catarina, seguindo rigorosamente as Instruções Normativas do CBMSC. O Bombeiro Comunitário que atuar como Brigadista Particular deverá seguir a Instrução Normativa nº 28 da Diretoria de Segurança Contra Incêndio do Corpo de Bombeiros Militar de Santa Catarina, que trata sobre Brigada de Incêndio.

## Estrutura
- Batalhão de Operações Aéreas (BOA) - Florianópolis
- Centro de Ensino Bombeiro Militar (CEBM) - Florianópolis
- Batalhão de Ajuda Humanitária (BAjH) - Florianópolis

- 1ª RBM - 1ª Região Bombeiro Militar - Florianópolis
  - 1º BBM - Florianópolis
  - 3º BBM - Blumenau
  - 4º BBM - Criciúma
  - 7º BBM - Itajaí
  - 8º BBM - Tubarão
  - 10º BBM - São José
  - 13º BBM - Balneário Camboriú

- 2ª RBM - 2ª Região Bombeiro Militar - Lages
  - 2º BBM - Curitibanos
  - 5º BBM - Lages
  - 9º BBM - Canoinhas
  - 15º BBM - Rio do Sul

- 3ª RBM - 3º Região Bombeiro Militar - Chapecó
  - 6° BBM - Chapecó
  - 11º BBM - Joaçaba 
  - 12° BBM - São Miguel do Oeste
  - 14º BBM - Xanxerê

## Efetivo
Infelizmente, o Corpo de Bombeiros Militar de Santa Catarina está com efetivo muito abaixo do que deveria ter. De acordo com a Lei Complementar nº 582/12, o efetivo da Corporação está fixado em 3.815 (três mil, oitocentos e quinze) bombeiros militares ao passo que, atualmente, conta apenas com 2.641 (dois mil, seiscentos e quarenta e um) - dado de 1º de março de 2019.